# Zuoz
Zuoz (antiguamente en alemán Zutz) es una comuna suiza del cantón de los Grisones, sitauda en situada en la región de Maloja, en el sur del valle de Engadina. Limita al norte con la comuna de S-chanf, al este con Livigno (ITA-SO), al sur con Pontresina, y al oeste con La Punt Chamues-ch, Madulain y Bergün/Bravuogn.